# Eva Rieger
Eva Rieger (Port Erin, 21 novembre 1940) è una musicologa tedesca.
La Rieger si è specializzata nella storia sociale e culturale delle donne nella musica. Insieme alla mecenate della Svizzera tedesca Mariann Steegmann, la Rieger ha fondato la Fondazione Mariann-Steegmann, che si dedica al progresso delle donne nella musica e nell'arte. Nel 2012 è stata nominata Senatrice Onoraria della Hochschule für Musik und Theater Hamburg.

## Biografia

### Primi anni e formazione
Eva Rieger è nata a Londra nel 1953 dal pastore tedesco Julius Rieger e dalla bibliotecaria Johanna Krüger Rieger, e in seguito si è trasferita a Berlino. Ha studiato educazione musicale, musicologia e inglese all'Università Tecnica di Berlino e ha conseguito il dottorato nel 1976 con una tesi sull'educazione musicale nella Repubblica Democratica Tedesca.

### Carriera
Dal 1978 al 1991 Eva Rieger è stata Consigliere accademico presso l'Università Georg-August di Gottinga e l'Università di Hildesheim. Dal 1991 è docente di Musicologia storica presso l'Università di Brema, con specializzazione in storia sociale della musica. La Rieger è stata anche membro dell'Advisory Board per gli Feministische Studien dal 1988 al 1992.
La Rieger ha tenuto conferenze negli Stati Uniti, Canada, Giappone ed Europa. Nel 1996 ha co-fondato il dipartimento "Women and Gender Research" presso la German Society for Music Research. È stata un partecipante attivo e membro della giuria alla conferenza "Teoria e musica femminista" negli Stati Uniti in diverse occasioni. Nel 2000 ha co-fondato la Fondazione Mariann Steegmann in collaborazione con Mariann Steegmann. Questa fondazione gestisce il "Mariann Steegmann Art & Gender Institute" presso l'Università di Brema e il "Centro di ricerca per musica e genere" presso la Hochschule für Musik, Theater und Medien Hannover. Nel 2009 la Rieger è stata membro corrispondente della American Musicological Society.

### Ricerca
La ricerca di Eva Rieger si concentra sulle questioni di genere nella cultura musicale. Ha scritto uno studio musicologico sulla discriminazione delle donne nella cultura musicale tedesca e ha usato il suo lavoro per difendere l'uguaglianza delle donne a tutti i livelli della cultura musicale. Ha anche scritto di musica per film, educazione musicale e vita e opere di Richard Wagner. Ha inoltre pubblicato diversi libri in Gran Bretagna, Svezia, Giappone e Corea del Sud. I suoi articoli sono stati pubblicati su riviste come Die Musikforschung, Archiv für Musikwissenschaft, Feministische Studien ed altri.

## Vita privata
La Rieger ha lottato con la sua sessualità fino a quando non ha avuto la sua prima relazione con una donna all'età di trent'anni. È diventata affiliata al gruppo Homosexuelle Aktion Westberlin (HAW, Gay Action West Berlin), che ha descritto come la sua "salvezza".

## Opere selezionate
- School Music Education in the GDR. (1977). (Tesi di dottorato presso l'Università Tecnica di Berlino; Pubblicato in tedesco col titolo Schulmusikerziehung in der DDR da Diesterweg.) ISBN 978-3-425-03767-7.
- (come curatrice:) Woman and Music. (1980). (Pubblicato in tedesco col titolo Frau und Musik da Fischer-Taschenbücher; 2nd edizione pubblicata nel 1990 da Furore-Verlag.) ISBN 978-3-596-22257-5.
- Woman, Music and Men's Domination: On the Exclusion of Women from German Music Pedagogy, Musicology and Music Practice. (1981). (Pubblicato in tedesco col titolo Frau, Musik und Männerherrschaft. Zum Ausschluß der Frau aus der deutschen Musikpädagogik, Musikwissenschaft und Musikausübung da Ullstein Verlag; 2nd edizione pubblicata nel 1988 da Furore-Verlag; Traduzione giapponese pubblicata nel 1985; Korean translation published in 1988.) ISBN 978-3-548-35099-8.
- Peace Education in Music Lessons. (1987). (Pubblicato in tedesco col titolo Friedenserziehung im Musikunterricht da Gustav Bosse Verlag.) ISBN 978-3-764-92318-1.
- (come curatrice:) A Stormy Winter: Memories of a Pugnacious English Composer. (Autobiography of Ethel Smyth) (1988). (Pubblicato in tedesco col titolo Ein stürmischer Winter. Erinnerungen einer streitbaren englischen Komponistin da Bärenreiter-Verlag.) ISBN 978-3-761-80923-5.
- Nannerl Mozart: The Life of an Artist in the 18th Century. (1991). (Pubblicato in tedesco col titolo Nannerl Mozart. Leben einer Künstlerin im 18. Jahrhundert da Insel Verlag; edizione rivista pubblicata nel 2005 da Insel Verlag; traduzione svedese pubblicata nel 1992.) ISBN 978-3-458-33131-5.
- Alfred Hitchcock and the Music: An Investigation into the Relationship between Film, Music and Gender. (1996). (Pubblicato in tedesco col titolo Alfred Hitchcock und die Musik. Eine Untersuchung zum Verhältnis von Film, Musik und Geschlecht da Kleine Verlag.) ISBN 978-3-893-70236-7.
- (come curatrice:) Women with Wings: Life Stories of Famous Pianists, from Clara Schumann to Clara Haskil. (1996). (Co scritto da Monica Steegmann; Pubblicato in tedesco col titolo Frauen mit Flügel: Lebensberichte berühmter Pianistinnen; von Clara Schumann bis Clara Haskill da Insel Verlag.) ISBN 978-3-458-33414-9.
- (come curatrice:) Women's Voices, Women's Roles in Opera and Women's Self-Testimonies. (2000). (Co scritto da Gabriele Busch-Salmen; Pubblicato in tedesco col titolo Frauenstimmen, Frauenrollen in der Oper und Frauen-Selbstzeugnisse da Centaurus Verlag.) ISBN 978-3-825-50279-9.
- (come curatrice:) With a Thousand Kisses, Your "Fillu": Letters of the Singer Marie Fillunger to Eugenie Schumann, 1875-93. (2002). (Pubblicato in tedesco col titolo „Mit tausend Küssen Deine Fillu“. Briefe der Sängerin Marie Fillunger an Eugenie Schumann 1875–93. da Dittrich Verlag.) ISBN 978-3-920-86242-2.
- (come curatrice:) Divine Voices: Life Stories of Famous Singers from Elisabeth Mara to Maria Callas. (2002). (Co scritto da Monica Steegmann; Pubblicato in tedesco col titolo Göttliche Stimmen. Lebensberichte berühmter Sängerinnen von Elisabeth Mara bis Maria Callas da Insel Verlag.) ISBN 978-3-458-34202-1.
- Minna and Richard Wagner: Stations of a Love. (2003). (Pubblicato in tedesco col titolo Minna und Richard Wagner. Stationen einer Liebe da Artemis & Winkler Verlag.) ISBN 978-3-538-07154-4.
- Shining Love, Laughing Death: Richard Wagner's Image of the Woman in the Mirror of his Music. (2009). (Pubblicato in tedesco col titolo Leuchtende Liebe, lachender Tod. Richard Wagners Bild der Frau im Spiegel seiner Musik da Artemis & Winkler Verlag.) ISBN 978-3-538-07270-1.
- A Place for Gods: Richard Wagner's Hikes in Switzerland. (2009). (Co scritto da Hiltrud Schroeder; Pubblicato in tedesco col titolo Ein Platz für Götter. Richard Wagners Wanderungen in der Schweiz da Böhlau Verlag.) ISBN 978-3-412-20409-9.
- Friedelind Wagner: The Rebellious Granddaughter of Richard Wagner. (2012). (Pubblicato come in tedesco col titolo Friedelind Wagner. Die rebellische Enkelin Richard Wagners da Piper Verlag.) ISBN 978-3-492-05489-8.
- Frida Leider: Singer in the Twilight of Her Time. (2016). (Co scritto da Peter Sommeregger; forward da Stephan Mösch; Pubblicato in tedesco col titolo Frida Leider - Sängerin im Zwiespalt ihrer Zeit da Georg Olms Verlag.) ISBN 978-3-487-08579-1.